# Hubert-Folie
Hubert-Folie è un ex comune francese di 358 abitanti situato nel dipartimento del Calvados nella regione della Normandia. Dal 1º gennaio 2019 è stato accorpato ai comuni di Rocquancourt e Tilly-la-Campagne per formare il comune di Castine-en-Plaine, del quale costituisce comune delegato.  

## Società

### Evoluzione demografica
Abitanti censiti